# Dekanat Trutnov
Dekanat Trutnov – jeden z 14 dekanatów diecezji hradeckiej w Czechach. Według stanu na styczeń 2016, w jego skład wchodziło 12 parafie. 

## Lista parafii
| Lp. | Miejscowość               | Parafia                                          | Kościół                                                             | Grafika |
| --- | ------------------------- | ------------------------------------------------ | ------------------------------------------------------------------- | ------- |
| 1   | Dvůr Králové nad Labem    | Parafia św. Jana Chrzciciela                     | Kościół św. Jana Chrzciciela w Dvůr Králové nad Labem               |         |
| 2   | Hajnice                   | Parafia św. Mikołaja, biskupa                    | Kościół św. Mikołaja w Týniště nad Hajnice                          |         |
| 3   | Hostinné                  | Parafia Trójcy Przenajświętszej                  | Kościół Trójcy Przenajświętszej w Hostinné                          |         |
| 4   | Janské Lázně              | Parafia św. Jana Chrzciciela                     | Kościół św. Jana Chrzciciela w Janské Lázně                         |         |
| 5   | Malé Svatoňovice          | Parafia Siedmiu Radości Najświętszej Maryi Panny | Kościół Siedmiu Radości Najświętszej Maryi Panny w Malé Svatoňovice |         |
| 6   | Rtyně v Podkrkonoší       | Parafia św. Jana Chrzciciela                     | Kościół św. Jana Chrzciciela w Rtyně v Podkrkonoší                  |         |
| 7   | Trutnov                   | Parafia Narodzenia Najświętszej Maryi Panny      | Kościół Narodzenia Najświętszej Maryi Panny w Trutnovie             |         |
| 8   | Trutnov-Horní Staré Město | Parafia św. Wacława, męczennika                  | Kościół św. Wacława w Trutnovie                                     |         |
| 9   | Trutnov-Poříčí            | Parafia Świętych Apostołów Piotra i Pawła        | Kościół Świętych Apostołów Piotra i Pawła w Trutnovie               |         |
| 10  | Úpice                     | Parafia św. Jakuba Starszego Apostoła            | Kościół św. Jakuba Starszego Apostoła w Úpice                       |         |
| 11  | Vlčkovice v Podkrkonoší   | Parafia św. Józefa                               | Kościół św. Józefa w Vlčkovice v Podkrkonoší                        |         |
| 12  | Žacléř                    | Parafia Trójcy Przenajświętszej                  | Kościół Trójcy Przenajświętszej w Žacléř                            |         |